# 大東文化大学ベアーズ
大東文化大学ベアーズ（だいとうぶんかだいがくベアーズ）は、大東文化大学体育会に所属する男子バスケットボールチームである。関東大学バスケットボール連盟所属。東松山校舎アリーナを練習拠点としている。

## 歴史
1968年創部。
2002年にはオールジャパン初出場を決め、2003年には全日本学生選手権で準優勝となりオールジャパンでもベスト16に輝く。
2005年は失速しリーグ戦全敗、入れ替え戦でも早稲田大学に2連敗を喫し2部降格となる。
2007年は2部優勝となり、入れ替え戦で慶應義塾大学を2勝1敗で下し、3シーズンぶりの1部復帰を決め、この年の関東大学バスケットボール選手権大会（関東インカレ）でも初優勝、全日本学生選手権でも3位となり復活を遂げた。
2008年には再び2部に陥落となるも、2010年に再び2部優勝、入れ替え戦では法政大学に勝利し1部に復帰。
2011年は1部4位、2012年は1部5位の成績である。
2017年の第69回全日本大学バスケットボール選手権大会では14年ぶりとなる決勝進出を果たし、決勝戦で筑波大学を87-68で破り初優勝を果たす。

## 主な成績
- 全日本大学バスケットボール選手権大会優勝：1回（2017年）、準優勝：1回（2003年）
- 関東大学バスケットボール選手権大会（関東インカレ）優勝：1回（2007年）
- 全日本大学バスケットボール新人戦優勝：1回（2022年）

## 主な卒業生
- 宋燕忻 - 元東芝所属
- 寺内正徳 - 新日本製鉄スパーレッツ所属：1982年卒業
- 宅見雅幸 - 元新潟アルビレックスBB所属：2003年卒業
- 岩佐潤 - ABA・静岡ジムラッツ所属：2003年卒業
- 吉村隆宏 - 元富山グラウジーズ所属：2003年卒業
- 陳海沫 - 三遠ネオフェニックス所属：2003年卒業
- 勝又穣次 - 東芝ブレイブサンダース所属：2004年卒業
- 宮永雄太 - 元富山グラウジーズ所属：2004年卒業
- 西塔佳郎 - 元パナソニックトライアンズ所属：2005年卒業
- 金城茂之 - 琉球ゴールデンキングス所属：2007年卒業
- 阿部友和 - ライジングゼファーフクオカ所属：2008年卒業
- 竹野明倫 - 元西宮ストークス所属：2008年卒業
- 高橋昌史 - 元富山グラウジーズ所属：2008年卒業
- 鈴木豊 - 金沢武士団所属：2009年卒業
- 石井秀生 - 三遠ネオフェニックス所属：2010年卒業
- 山本エドワード - 香川ファイブアローズ所属：2010年卒業
- 遠藤祐亮 - 宇都宮ブレックス所属：2012年卒業
- 岸本隆一 - 琉球ゴールデンキングス所属：2013年卒業
- 鎌田裕也 - 越谷アルファーズ所属：2013年卒業
- 和田保彦 - 信州ブレイブウォリアーズ所属：2013年卒業
- 兒玉貴通 - 鹿児島レブナイズ所属：2015年卒業
- 葛原大智 - 佐賀バルーナーズ所属：2018年卒業
- 熊谷航 - 長崎ヴェルカ所属：2019年卒業
- 中村浩陸 - アルバルク東京所属：2020年卒業
- 星野京介 - レバンガ北海道所属：2022年卒業
- 中村拓人 - 群馬クレインサンダーズ所属：2023年卒業
- 高島紳司 - 宇都宮ブレックス所属：2023年卒業
- 菊地広人 - レバンガ北海道所属：2024年卒業